# Yana Klochkova
Yana Oleksandrivna Klochkova (ucraniano Яна Олександрівна Клочкова) nació el 7 de agosto de 1982 en Simferópol. Es una nadadora ucraniana, que ha conseguido cinco medallas Olímpicas en su carrera, siendo cuatro de ellas de oro.
Sus medallas de oro pertenecen a los 200 metros individuales y los 400 metros individuales en Sídney 2000 y en Atenas 2004; su medalla de plata pertenece al estilo libre de 800 metros en los Juegos Olímpicos de Sídney 2000. Ella también ganó diez títulos en los campeonatos mundiales de natación, diecinueve títulos europeos en campeonatos, batió los records mundiales de en piscina corta y piscina larga en los 400 metros individuales. En 2004, fue nombrada por la revista Mundo de la Natación como la Nadadora Mundial del Año.
En los Juegos Olímpicos de Pekín 2008 fue invitada como abanderada de Ucrania en la ceremonia de apertura.

## Palmarés internacional
| Juegos Olímpicos                                | Juegos Olímpicos     | Juegos Olímpicos  | Juegos Olímpicos  |
| Año                                             | Lugar                | Medalla           | Prueba            |
| ----------------------------------------------- | -------------------- | ----------------- | ----------------- |
| 2000                                            | Sídney (Australia)   | Medalla de oro    | 400 m estilos     |
| 2000                                            | Sídney (Australia)   | Medalla de oro    | 200 m estilos     |
| 2000                                            | Sídney (Australia)   | Medalla de plata  | 800 m libre       |
| 2004                                            | Atenas (Grecia)      | Medalla de oro    | 400 m estilos     |
| 2004                                            | Atenas (Grecia)      | Medalla de oro    | 200 m estilos     |
| Campeonato Mundial de Natación                  |                      |                   |                   |
| Año                                             | Lugar                | Medalla           | Prueba            |
| 1998                                            | Perth (Australia)    | Medalla de plata  | 400 m estilos     |
| 2001                                            | Fukuoka (Japón)      | Medalla de plata  | 200 m estilos     |
| 2001                                            | Fukuoka (Japón)      | Medalla de oro    | 400 m estilos     |
| 2001                                            | Fukuoka (Japón)      | Medalla de oro    | 400 m libres      |
| 2003                                            | Barcelona (España)   | Medalla de oro    | 400 m estilos     |
| 2003                                            | Barcelona (España)   | Medalla de oro    | 200 m estilos     |
| Campeonato Mundial de Natación en Piscina Corta |                      |                   |                   |
| Año                                             | Lugar                | Medalla           | Prueba            |
| 1999                                            | Hong Kong (China)    | Medalla de oro    | 400 m estilos     |
| 1999                                            | Hong Kong (China)    | Medalla de plata  | 200 m estilos     |
| 2000                                            | Atenas (Grecia)      | Medalla de oro    | 200 m estilos     |
| 2000                                            | Atenas (Grecia)      | Medalla de oro    | 400 m estilos     |
| 2000                                            | Atenas (Grecia)      | Medalla de plata  | 400 m libres      |
| 2002                                            | Moscú (Rusia)        | Medalla de oro    | 400 m libres      |
| 2002                                            | Moscú (Rusia)        | Medalla de oro    | 400 m estilos     |
| 2002                                            | Moscú (Rusia)        | Medalla de oro    | 200 m estilos     |
| Campeonato Europeo de Natación                  |                      |                   |                   |
| Año                                             | Lugar                | Medalla           | Prueba            |
| 1997                                            | Sevilla (España)     | Medalla de plata  | 400 m estilos     |
| 1997                                            | Sevilla (España)     | Medalla de bronce | 200 m estilos     |
| 1999                                            | Estambul (Turquía)   | Medalla de oro    | 200 m estilos     |
| 1999                                            | Estambul (Turquía)   | Medalla de oro    | 400 m estilos     |
| 1999                                            | Estambul (Turquía)   | Medalla de bronce | 400 m libre       |
| 2000                                            | Helsinki (Finlandia) | Medalla de oro    | 400 m libre       |
| 2000                                            | Helsinki (Finlandia) | Medalla de oro    | 200 m estilos     |
| 2000                                            | Helsinki (Finlandia) | Medalla de oro    | 400 m estilos     |
| 2002                                            | Berlín (Alemania)    | Medalla de oro    | 400 m libre       |
| 2002                                            | Berlín (Alemania)    | Medalla de oro    | 200 m estilos     |
| 2002                                            | Berlín (Alemania)    | Medalla de oro    | 400 m estilos     |
| 2002                                            | Berlín (Alemania)    | Medalla de bronce | 4 × 100 m estilos |
| 2004                                            | Madrid (España)      | Medalla de oro    | 200 m estilos     |
| 2004                                            | Madrid (España)      | Medalla de oro    | 400 m estilos     |
| 2004                                            | Madrid (España)      | Medalla de bronce | 400 m libres      |
| 2004                                            | Madrid (España)      | Medalla de plata  | 4 × 100 m estilos |
| Campeonato Europeo de Natación en Piscina Corta |                      |                   |                   |
| Año                                             | Lugar                | Medalla           | Prueba            |
| 2000                                            | Valencia (España)    | Medalla de oro    | 400 m estilos     |
| 2000                                            | Valencia (España)    | Medalla de oro    | 200 m estilos     |